# 腎上腺功能不全

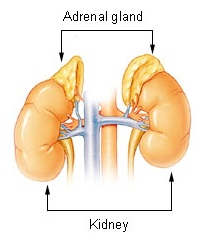
肾上腺

腎上腺功能不全是指腎上腺无法产生足够的皮质醇和醛固酮的病症。症状从轻微到严重不等。轻微症状可能包括虚弱、疲倦、站立时头晕和皮肤变黑。严重的可能包括低血壓和体重下降。也可能出现呕吐、腹痛、怕冷、嗜盐等症状 。并发症包括腎上腺危象。
肾上腺功能不全的病因分为原发性、次发性和三发性。原發性的問題在肾上腺，疾病包括愛迪生氏病、先天性腎上腺增生症、肾上腺出血和某些药物。次發性的問題在腦下垂體，造成促腎上腺皮質激素减少，包括泛腦垂體功能不足和席漢氏症  。三發性，則是下丘脑的促腎上腺皮質素釋放素减少，包括腦瘤和长期使用皮質類固醇 。根据症状诊断，并以检驗确認诊斷。
治疗通常是以氫羥腎上腺皮質素或泼尼松補充腎上腺荷爾蒙 。原发性疾病，可能也需要補充氟氫可體松。在身体受到压力（如：感染）时，需要補充更多的腎上腺荷爾蒙，若患者感到不适，通常使用注射剂型或自行增加注射量。治疗后通常效果良好。
每 100,000 人中约有 5 人患有原发性肾上腺功能不全。每 100,000 人中约有 22 人患有次发性肾上腺功能不全。女性患病率约为男性的两倍 。最早由托马斯·艾迪生于 1855 年描述这個疾病。

## 延伸閱讀
- Bornstein, Stefan R.; Allolio, Bruno; Arlt, Wiebke; Barthel, Andreas; Don-Wauchope, Andrew; Hammer, Gary D.; Husebye, Eystein S.; Merke, Deborah P.; Murad, M. Hassan; Stratakis, Constantine A.; Torpy, David J. . The Journal of Clinical Endocrinology & Metabolism. February 2016, 101 (2): 364–389. PMC 4880116 . PMID 26760044. doi:10.1210/jc.2015-1710.